# 小行星2106
小行星2106（2106 Hugo）是一颗围绕太阳公转的小行星。1936年10月21日，瑪格麗特·盧吉埃在尼斯发现了此天体。
該小行星以法國作家維克多·雨果命名。
这颗小行星的绝对星等为248.8301760113323等。